# Лига конференций УЕФА 2024/2025. Общий этап
Данная статья содержит информацию об общем этапе Лиги конференции УЕФА сезона 2024/25, который пройдёт с 3 октября 2024 года по 19 декабря 2024 года. В общем этапе Лиги конференций УЕФА сыграют 36 команд, которые разыграют 24 путёвки в стадию плей-офф.
Это первый сезон Лиги конференций УЕФА, который проходит по швейцарской системе, сменившей формат с групповым этапом. В связи с этим количество матчей, предшествующих стадии плей-офф, увеличится с 96 до 108.

## Формат
Каждая команда сыграет по шесть матчей (три дома и три — на выезде) против шести разных соперников. Результаты матчей всех 36 команд будут учитываться в рамках одной таблицы, как в национальных лигах. Команды разделены на шесть корзин в соответствии с коэффициентами УЕФА, каждая команда сыграет с одной командой из каждой из шести корзин. По итогам общего этапа восемь лучших команд выйдут напрямую в 1/8 финала. Команды, занявшие места с 9-го по 24-е, примут участие в дополнительном раунде плей-офф (при этом команды, занявшие места с 9-е по 16-е, станут сеянными). Команды, занявшие места с 25-го по 36-е, покинут турнир.

### Критерии классификации
Главным критерием классификации команд являются набранные очки (3 очка за победу, 1 очко за ничью, 0 очков за поражение). В случае равенства по очкам двух и более команд применяются нижеперечисленные критерии классификации в указанном порядке:
1. разница голов;
2. забитые голы;
3. голы, забитые на выезде;
4. победы;
5. победы на выезде;
6. большее количество очков, коллективно полученных соперниками по общему этапу;
7. лучшая коллективная разница голов соперников по общему этапу;
8. большее количество голов, коллективно забитых соперниками по общему этапу;
9. лучшие дисциплинарные показатели (3 очка за прямую красную карточку, 3 очка за удаление после двух жёлтых карточек, 1 очко за жёлтую карточку);
10. клубные коэффициенты УЕФА.

## Команды
36 команд разделены на шесть корзин по шесть команд в каждой. В первую корзину автоматически попадает действующий победитель турнира, оставшиеся места распределяются в соответствии с коэффициентами УЕФА.